# 砂丘社
砂丘社（さきゅうしゃ）は、1920年（大正9年）に創設された日本の芸術団体。鳥取の芸術文化の発展に貢献した。

## 概要
1920年（大正9年）、東京美術学校を出て倉吉中学校(現在の倉吉東高等学校)の教師を務めていた中井金三を中心に、前田寛治をはじめ芸術を志す若者たちが集い創設された。創設時の同人は、中井金三、前田寛治に加えて、石亀正美、河本義行（河本緑石）、増田英一、高塚弥之助、前田利三、石亀忠利、加藤晃らである。油絵や水彩画の展覧会に加えて、同人誌「砂丘」を発行して詩や戯曲、小説を発表、さらには音楽会や演劇公演など、総合的な芸術運動を展開した。
1930年（昭和5年）、前田寛治が33歳で病死する。1933年（昭和8年）には河本緑石が八橋海岸での水泳訓練の際に溺れた配属将校を助けて事故死する。この頃、中井金三は砂丘社としての活動が沈滞していたと述べている。1934年（昭和9年）には、生駒信敬、山桝寅二郎、井上廸夫、長谷川富三郎らが新たに同人として参加し、再起を図る。敗戦後、1947年（昭和22年）に機関誌『砂丘』の復刊第1号が「前田寛治特集」として発行され、1949年（昭和24年）には『砂丘』復刊第2号が発行されている。『砂丘』復刊には、民藝同人誌『意匠』を私家版として発行していた画家の徳吉英雄が尽力した。
砂丘社としての活動は何度か休止状態になったこともあるが、1988年（昭和63年）にゆかりの同人らによって再興し、現在も活動を継続している。

## 同人
- 中井金三
- 前田寛治
- 石亀正美
- 河本義行（河本緑石）
- 増田英一
- 高塚弥之助
- 前田利三
- 石亀忠利
- 加藤晃
- 波田野幸治
- 小椋繁治
- 山桝寅二郎
- 井上廸夫
- 長谷川富三郎
- 米本一郎
- 小田幸子
- 伊藤彰　など